# 34-я армия (Япония)
34-я армия (яп. 第34軍) — воинское подразделение японской Императорской армии, действовавшее во время Второй мировой войны.
Сформирована 3 июля 1944 года под командованием генерала Тадаёси Сано в занятой Японией китайской провинции Хэбэй переформированием Сил обороны Уханя  (яп. 武漢防衛軍 Bukan Bōei-gun), созданных ранее для защиты тыла из резервных частей 11-й армии, ушедшей на юг с целью участия в битве за Гуйлинь-Лючжоу (часть операции «Ити-Го»).
Позже армия была переподчинена 6-му фронту и продолжила гарнизонную службу в Ухане и прилегающих районах. В марте 1945 года вместе с 12-й армией участвовала в противопартизанских действиях, а в июне передана в состав Квантунской армии. В течение следующего месяца перешла из Китая в северокорейский Хамхын, её задачей стала охрана границ Кореи и южного Маньчжоу-го в случае возможных действий РККА.
34-я армия была разбита советскими войсками во время Маньчжурской операции.